# Manduca lanuginosa
Manduca lanuginosa is een vlinder uit de familie van de pijlstaarten (Sphingidae). De wetenschappelijke naam van de soort werd in 1887 gepubliceerd door William Henry Edwards.